# 水野達朗
水野 達朗（みずの たつろう、1979年9月5日 - ）は、家庭教育アドバイザー、不登校復学支援専門のカウンセラー。大阪府大阪市出身の男性。血液型A型。追手門学院大学卒業。

## 来歴
家庭教育支援センター・ペアレンツキャンプ創設者。
家庭教育・子育て支援の専門家として、子育てで悩みを抱える多くの親や、今よりももっと子育てを楽しみたいという親の思いに寄り添いながら支援をしている。また、不登校の復学支援カウンセラーとしても、見守るだけの支援とは一線を画する積極的に関わる手法で多くの不登校の子どもたちを学校復帰へと導いている。水野式の家庭教育支援メソッドであるPCM (Parents Counseling Mind) を構築し、全国の親と子をサポートしつつ、講演会も精力的に行っている。ペアレンツキャンプの代表理事を務めるともに文部科学省の家庭教育支援手法等に関する検討委員会や大東市教育委員を歴任し、個々の家庭にとどまらず、国や地域の子育て支援にも注力している。
（『子どもには、どんどん失敗させなさい〜わが子が12歳になるまでに知っておきたい「自信あふれる子」の育て方〜』の著者紹介より引用）

大学時代、タイの山岳少数民族の村で開発援助に携わり卒業後、不登校専門の家庭教師のアルバイトを始めた。そこで、日本の不登校支援に違和感を覚えたのをきっかけに、家庭教育を支援する会社に就職した後、29歳の時に「家庭教育支援センター　ペアレンツキャンプ」を設立。不登校で全国から相談があった家庭を訪問してカウンセリングしたり、保護者の家庭教育を手助けしたりし、約95％を復学に導いた。文部科学省の家庭教育政策づくりにも関わったことで、活動ぶりが大東市長の目にとまり、教育委員に就任することになった。
（「学びの場にワクワクを」2020年7月18日　読売新聞より一部引用）

## 所属団体および役職
- 一般社団法人 家庭教育支援センターペアレンツキャンプ代表理事（2009年 - 2020年）
- 大阪府教育委員会 こころの再生百人衆（2013年 - ）
- 大阪府大東市教育委員会 教育委員（2015年 - 2020年）
- 文部科学省 家庭教育支援チームの在り方に関する検討委員会 委員（2013年）
- 文部科学省 家庭教育支援における訪問アウトリーチ支援事業選定委員会 委員（2014年・2015年）
- 文部科学省 家庭教育支援手法等に関する検討委員会 委員（2015年）
- 文部科学省 家庭教育支援の推進方策に関する検討委員会 委員（2016年）
- 日本家族研究・家族療法学会 会員
- 大阪府大東市教育委員会 教育長（2020年 - 2024年)
- 文部科学省 中央教育審議会 初等中等教育分科会 幼児教育と小学校教育の架け橋特別委員会 委員（2021年 -2022年)

## 著書
- ころばぬ先の家庭教育〜きょうからできる家庭力アップ〜小学生編（2009年1月発売、文芸社ビジュアルアート、ISBN 978-4-86264-986-7）
- ころばぬ先の家庭教育〜長期不登校になる前に学んでおきたい親の対応法〜中学生編（2011年3月発売、牧歌舎、ISBN 978-4-434-15559-8）
- 「ころんでも立ち上がれる子」はあなたが育てる〜不登校の小学生が悩む「学校が怖い」「学校へ行きたくない」の正体〜（2013年4月発売、牧歌舎、ISBN 978-4-434-17846-7）
- 無理して学校へ行かなくてもいい、は本当か？ 今日からできる不登校解決メソッド（2015年10月発売、PHP研究所、ISBN 978-4-569-82817-6）
- 子どもには、どんどん失敗させなさい わが子が12歳になるまでに知っておきたい 「自信あふれる子」の育て方（2019年4月発売、PHP研究所、ISBN 978-4-569-84030-7）
- これで解決！母子登校 不登校にしない、させない家庭教育（2021年4月発売、PHP研究所、山下真理子共著、ISBN978-4-569-84916-4）